# Bolesław (gemeente in powiat Olkuski)
De gemeente Bolesław is een landgemeente in het Poolse woiwodschap Klein-Polen, in powiat Olkuski.
De zetel van de gemeente is in Bolesław.
Op 30 juni 2004 telde de gemeente 7842 inwoners.

## Oppervlakte gegevens
De gemeente heeft een oppervlakte van 41,42 km², waarvan:
- agrarisch gebied: 82%
- bossen: 2%

De gemeente beslaat 6,66% van de totale oppervlakte van de powiat.

## Demografie
Stand op 30 juni 2004:
| Omschrijving                   | Totaal | Totaal | Vrouwen | Vrouwen | Mannen | Mannen |
| ------------------------------ | ------ | ------ | ------- | ------- | ------ | ------ |
| eenheid                        | aantal | %      | aantal  | %       | aantal | %      |
| inwoners                       | 7842   | 100    | 4052    | 51,7    | 3790   | 48,3   |
| bevolkingsdichtheid (inw./km²) | 189,3  | 189,3  | 97,8    | 97,8    | 91,5   | 91,5   |

In 2002 bedroeg het gemiddelde inkomen per inwoner 1801,44 zł.

## Plaatsen
12 sołectwo:
Bolesław, Hutki, Krążek, Krzykawa, Krzykawka, Krze, Laski, Małobądz, Międzygórze, Podlipie, Ujków Nowy, Nowy Ujków-Kolonia.

## Aangrenzende gemeenten
Bukowno, Dąbrowa Górnicza, Klucze, Olkusz, Sławków
- Gemeinsame Normdatei: 4599406-7
- Library of Congress Control Number: n2011030547
- Virtual International Authority File: 249399791